# جيوفاني ريتشي
جيوفاني ريتشي (و. 1813 – 1892 م) هو سياسي، واقتصادي من مملكة إيطاليا، ولد في جنوة، توفي في أوفيليو، عن عمر يناهز 79 عاماً.

## مناصب
تولى منصب member of the Chamber of Deputies of the Kingdom of Italy ‏ (5 ديسمبر 1870–20 سبتمبر 1874)
- member of the Chamber of Deputies of the Kingdom of Italy ‏ (22 مارس 1867–2 نوفمبر 1870)[1]
- member of the Chamber of Deputies of the Kingdom of Italy ‏ (18 نوفمبر 1865–13 فبراير 1867)[1]
- minister of the Navy of the Kingdom of Italy ‏ (8 ديسمبر 1862–22 يناير 1863)
- member of the Chamber of Deputies of the Kingdom of Italy ‏ (18 فبراير 1861–7 سبتمبر 1865)[1]
- member of the Chamber of Deputies of the Kingdom of Sardinia ‏ (2 أبريل 1860–17 ديسمبر 1860)[1]
- senator of the Kingdom of Italy ‏

.

## جوائز
حصل على جوائز منها:

Military Order of Savoy ‏